# Химороги

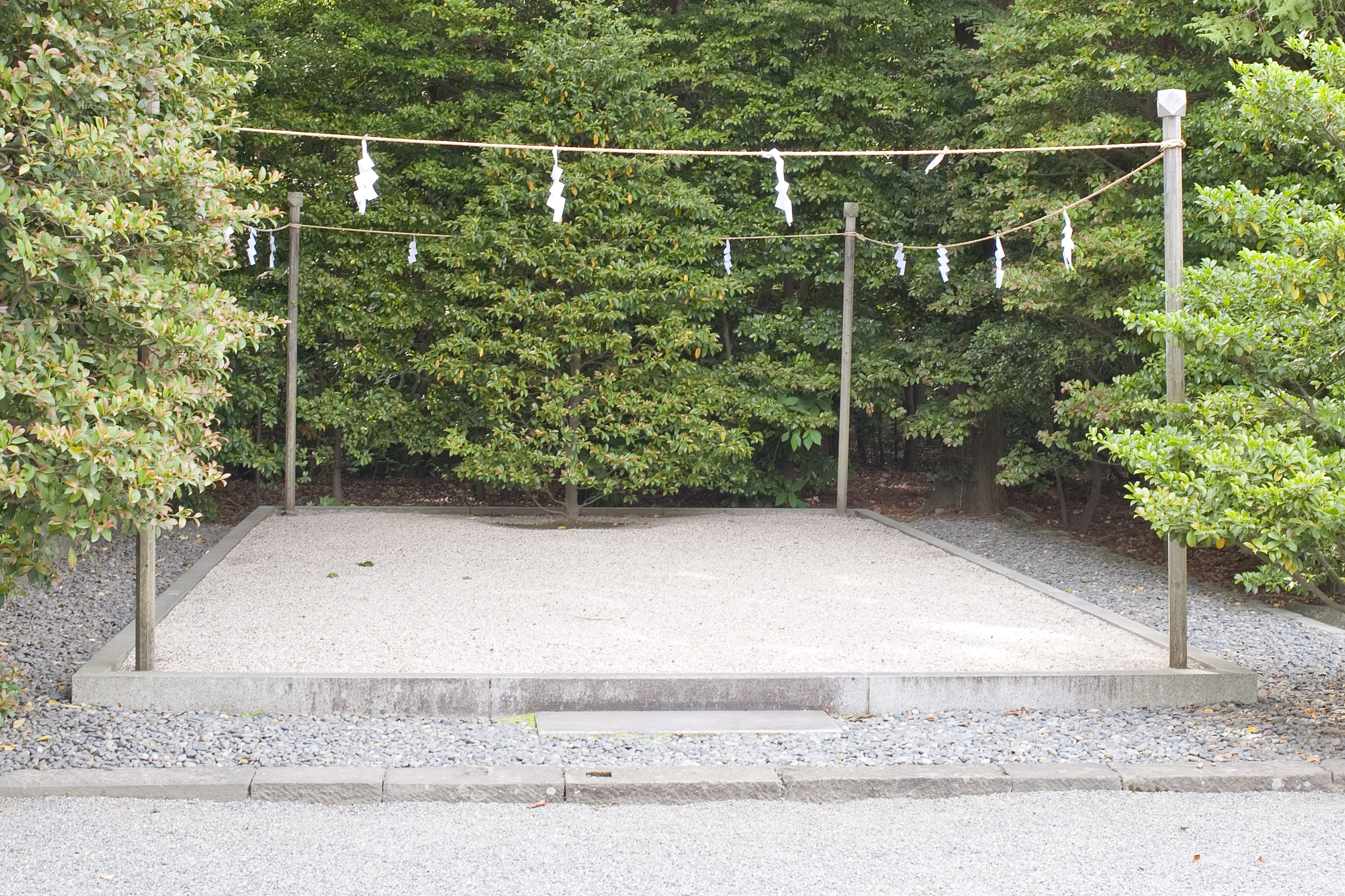
Химороги в Цуругаока Хатиман-гу

Химороги (яп. 神籬) — в синтоизме — дерево, временное священное пространство или алтарь для поклонения ками. Сегодня оно обычно представляет собой участок, ограниченный по углам ветками зеленого бамбука или священного дерева сакаки, между которыми натянуты соломенные верёвки симэнава. В центре участка устанавливают большую ветвь сакаки с бумажными украшениями сидэ, она исполняет роль ёрисиро, физического воплощения ками. В более сложных случаях для сооружения химороги на землю кладут соломенную подстилку, на которой располагают восьминогий столик с ветвью сакаки в центре. Также «химороги» может называться мидзугаки — священная изгородь вокруг храма, если она состоит из ветвей деревьев. Химороги упоминается в Нихон сёки в мифе о прибытии внука Аматэрасу Ниниги в Японию; в «Манъёсю» растолковывается как дерево — обитель божества.